# 잔 갈레아초 비스콘티
잔 갈레아초 비스콘티(이탈리아어: Gian Galeazzo Visconti, 1351년 10월 16일 ~ 1402년 9월 3일)는 갈레아초 비스콘티 2세와 사보이아의 비안카 사이에서 태어난 아들이며, 초대 밀라노 공작(1395년)이고, 르네상스의 여명이전인 후기 중세시대의 밀라노를 통치했었다. 그는 그의 아버지가 파비아에 건설하기 시작한 비스콘티 성과 좌웅을 겨루는 체르토사 수도원의 최대 후원자였고 더 나아가 밀라노 대성당의 후원자이기도 하였다.

## 생애
밀라노의 귀족으로서 가장 알려졌던, 잔 갈레아초는 파비아의 시뇨리아 직을 갖고있던 갈레아초 비스콘티 2세의 아들이였다. 1385년, 잔 갈레아초는 부정한 방법을 통해서 그의 삼촌인 베르나보를 몰아내고 밀라노의 지배권을 차지했다. 그는 그의 삼촌을 수감시켰고, 곧 베르나보는 사망하였으며, 아마도 그의 명령에 의하여 독살된 것으로 추정된다.
그의 첫 결혼은 그에게 샹파뉴의 덕의 백작(comte de Vertus)라는 칭호를 가져다준 발루아의 이사벨이였으며, 그의 생애 초기에는 이 칭호로서 알려졌다. 딸 발렌티나(오를레앙 공작 루이 1세 드 발루아의 아내이자 오를레앙 공작 샤를의 어머니)에게 헌신적이던, 잔 갈레아초는 딸의 사생활 때문에 프랑스에 전쟁 위협을 벌이기도 하였다.